# 喬治·帕圖利斯
喬治·帕圖利斯（希臘語：Γιώργος Πατούλης，1961年5月14日—）是一位希臘政治家和外科醫生，自2019年9月1日起擔任阿提卡大區區長。自2011年起，他還擔任雅典醫學會主席。他是新民主黨成員。
他曾於2007年至2019年擔任阿馬魯西奧市長，並於2014年至2019年擔任希臘市政中央聯盟主席。

## 生平
喬治·帕圖利斯於1961年5月14日出生於希臘雅典，父母皆來自克里特島。1987年，他在雅典大學醫學院獲得醫學博士學位。完成骨科住院醫師實習後，他獲得了博士學位。1998年至2000年，他專攻衛生經濟學，畢業於希臘國立公共衛生學院。
他曾在塔夫羅斯社會保障機構和阿馬魯西奧-厄立特拉亞社會保障機構擔任醫生。 他也是「Errikos Ntynan」醫院、「雅典診所」和萊克夫里西老年人開放護理中心的科學助理。
2011年和2018年，帕圖利斯當選為雅典醫學協會會長，並一直擔任該職位至今。

### 政治生涯
他的政治生涯始於1998年擔任佩基市議會議員。他曾擔任佩基市市政委員會主席。此外，他還在2007年1月至2019年8月擔任阿馬魯西奧市長。2014年，他被選為希臘市政中央聯盟主席，任期至2019年。
2019年，他以66%的得票率當選希臘最大都會區阿提卡大區區長。2020年2月，身為阿提卡大區區長和歐洲人民黨成員，他當選為2020年—2025年歐洲地區委員會副主席兼希臘代表團團長。

## 外部連結
- 官方网站 （页面存档备份，存于） (希腊语)
- 阿提卡地区官方网站 （页面存档备份，存于）